# Deppea longifolia
Deppea longifolia är en måreväxtart som beskrevs av Attila L. Borhidi. Deppea longifolia ingår i släktet Deppea och familjen måreväxter. Inga underarter finns listade i Catalogue of Life.